# Rallye de Norvège
Le rallye de Norvège est un rallye automobile, qui se tient en février, comptant pour le championnat du monde des rallyes en 2007 et 2009. Il s'agit d'une épreuve se disputant sur des chemins de terre recouverts de neige et de glace, similaire au rallye de Suède. 
Déjà de 1951 à 1959 fut disputé le rallye Viking comme principale course de ce pays (double vainqueurs, Per Bergan en 1951 et 1952 et Carsten A. Johansson en 1953 et 1954), intégré au Championnat d'Europe des rallyes dès sa création en 1953.

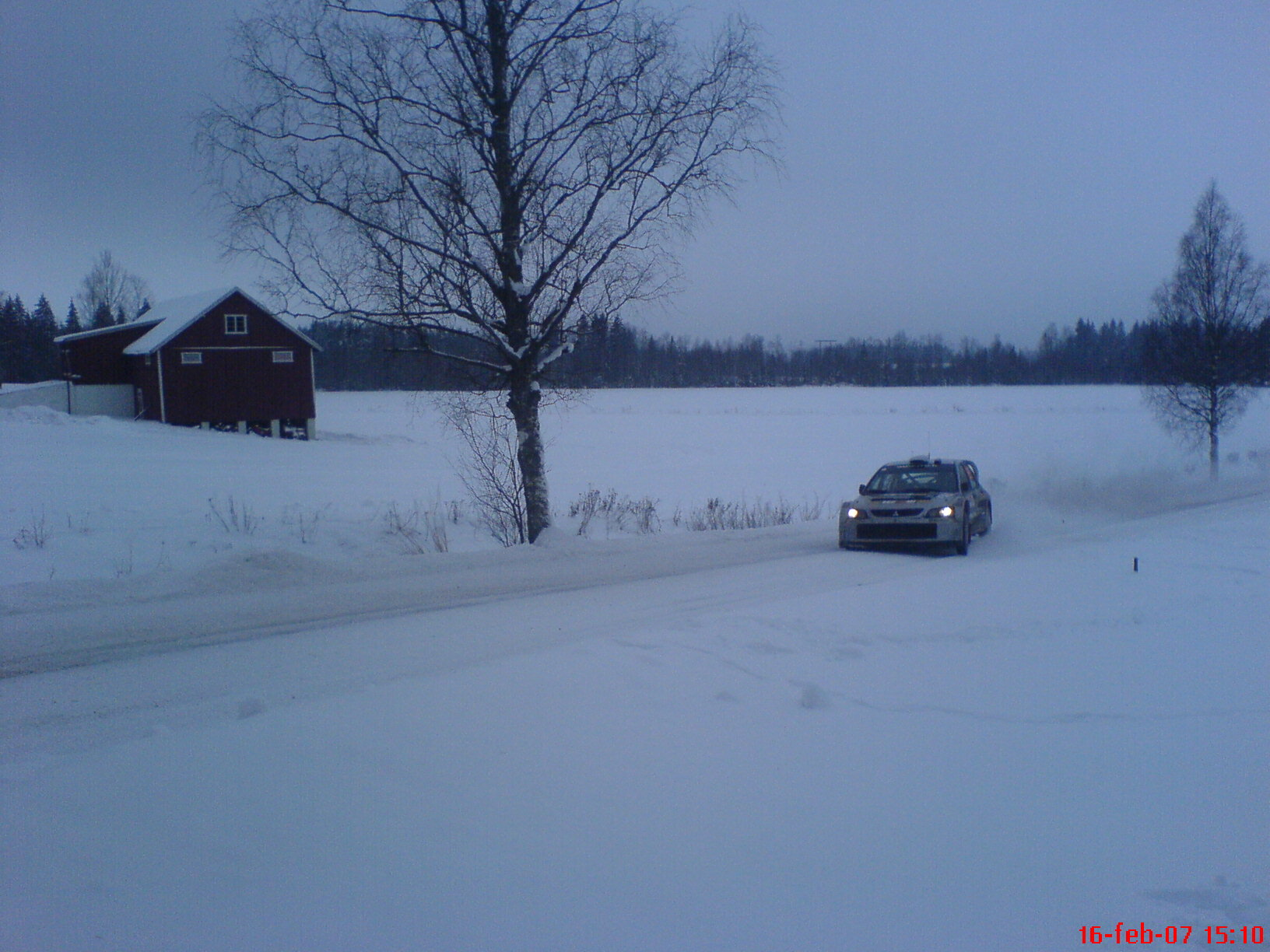
Juho Hanninen en P-WRC sur Mitsubishi Lancer Evo IX en 2007 lors de la 6e spéciale de Kongsvinger.

## Histoire
La création d'un rallye national norvégien a été décidée le 5 juillet 2006 à Paris. L'épreuve fait suite au rallye Finnskog Norway, qui s'interrompt en 2005 après sa 24e édition consécutive, pour reprendre sporadiquement lorsque le WRC ne vient pas faire disputer d'étape norvégienne. 
Avant de rejoindre le calendrier mondial, cette épreuve (la 25e) connait une première édition hors championnat, les 10 et 11 février 2006. Le Norvégien Henning Solberg s'y impose alors.
Le rallye démarre de Kongsvinger, tout comme pour le rallye Finnskog Norway, mais son centre névralgique est en fait à Hamar, pour cause d'infrastructures hôtelières. 
(Hennin Solberg est le recordman du nombre de victoires dans le rallye Finnskog Norway (5), en 1999, 2000, 2002, 2003 et 2006, cette dernière année donc comme épreuve de transition pour son admission comme Rallye de Norvège 2007 en WRC)

## Palmarès
| Année                      | Pilote         | Copilote       | Voiture              |
| -------------------------- | -------------- | -------------- | -------------------- |
| 2007                       | Mikko Hirvonen | Jarmo Lehtinen | Ford Focus RS WRC 06 |
| 2009 (Résultats détaillés) | Sébastien Loeb | Daniel Elena   | Citroën C4 WRC       |

## Précédentes éditions

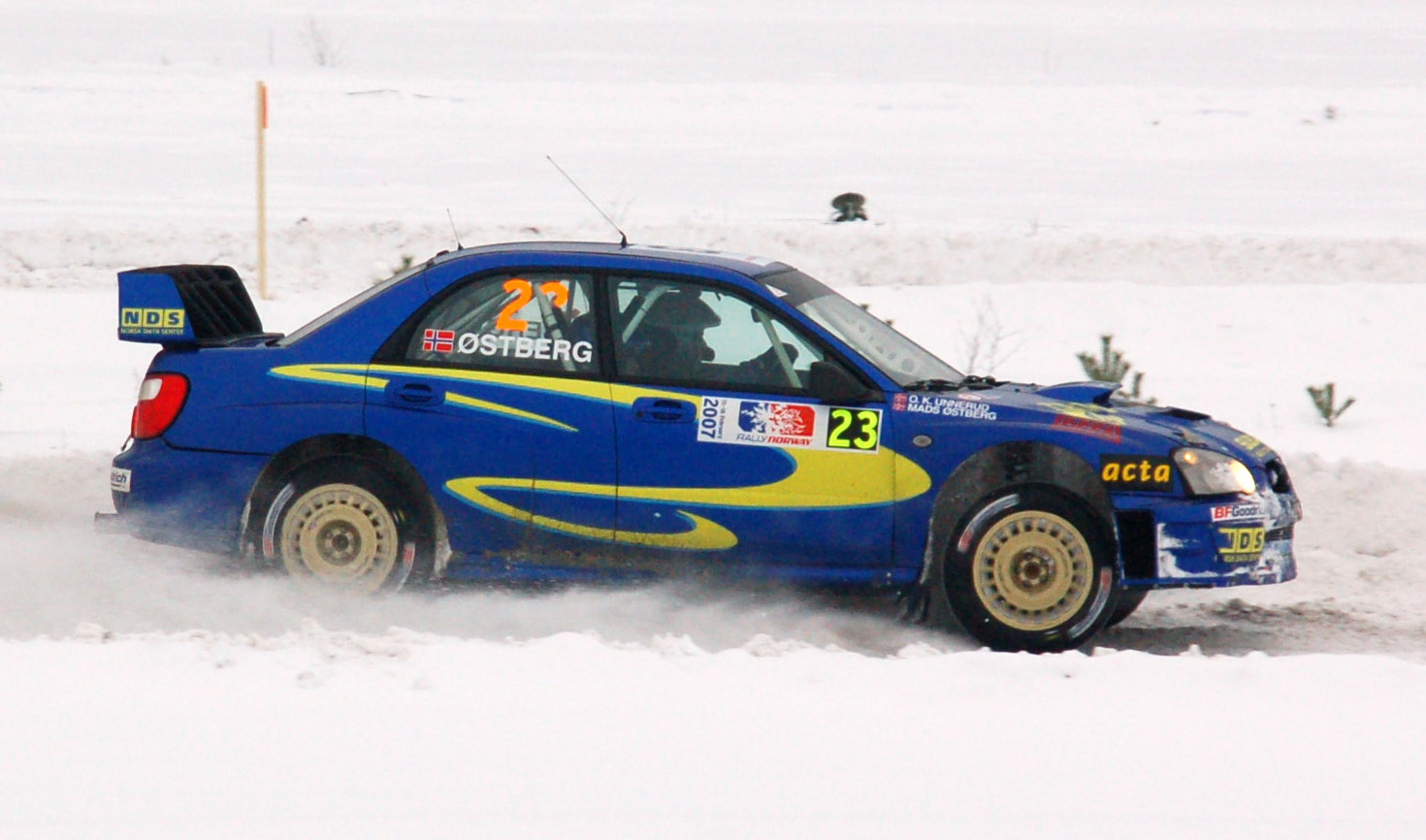
Mads Ostberg en 2007.

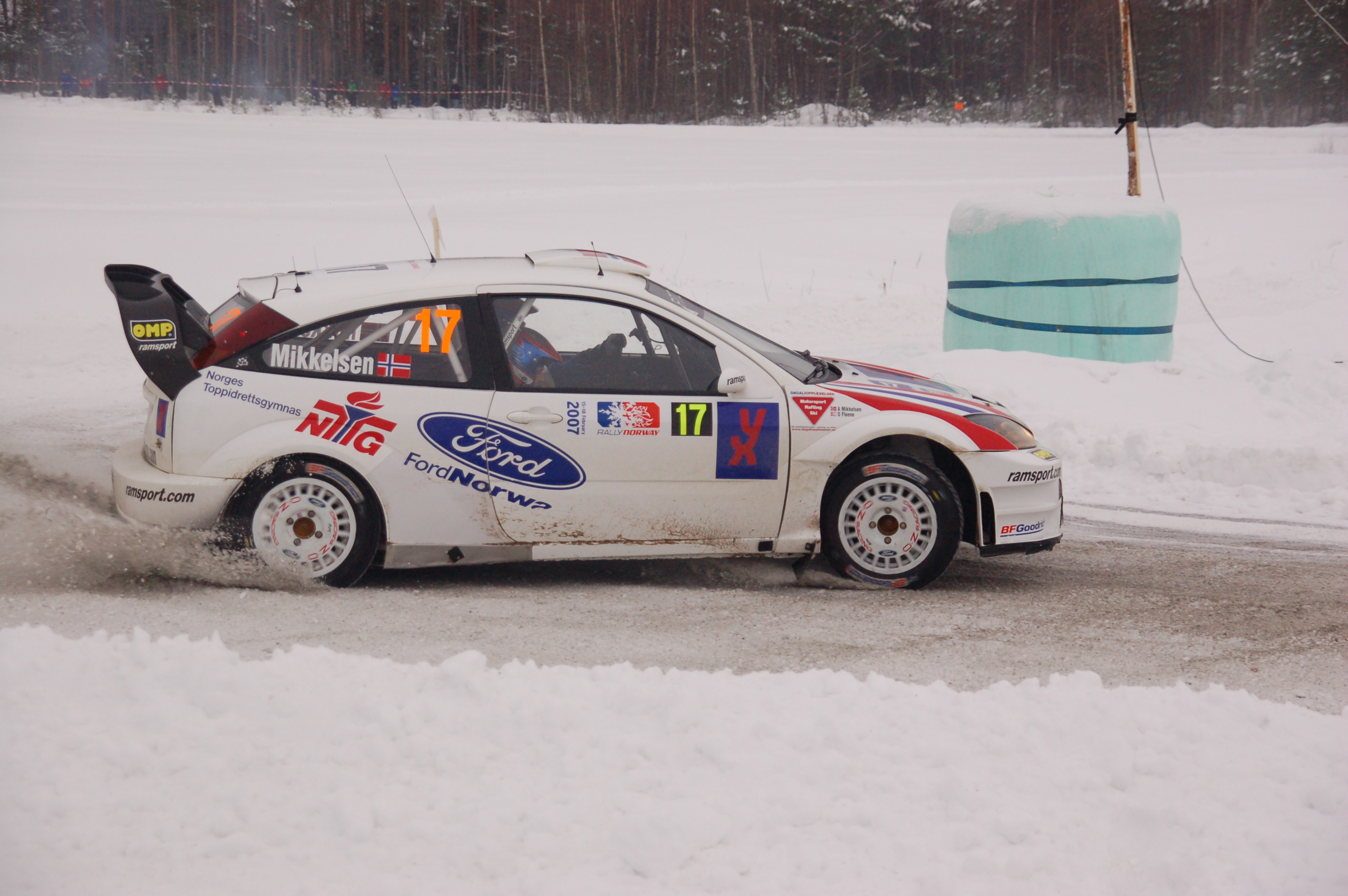
Andreas Mikkelsen lors de la même édition.

- 2012: Mikko  Hirvonen et Jarmo Lehtinen (Finlande), sur Citroën DS3 WRC[3];
- 2011: Mads Østberg et Jonas Andersson (Norvège), sur Ford Fiesta S2000 (30e édition);
- 2010: Mads Østberg et Jonas Andersson (Norvège), sur Subaru Impreza WRC;
- 2008: Andreas Mikkelsen et Ola Fløene (Norvège), sur Ford Focus WRC;
- 2005: Thomas Kolberg et Ole Kristian Unnerud (Norvège), sur Hyundai Accent WRC;
- 2004: Martin Stenshorne et Ove Johnny Andersen (Norvège), Mitsubishi Lancer Evo VI;
- 2003: Henning Solberg et Cato Menkerud (Norvège), Mitsubishi Lancer Evo VI;
- 2002: Henning Solberg et Cato Menkerud (Norvège), sur Toyota Corolla WRC;
- 2001: Bruno Arntsen et Kjell Pettersen (Norvège), sur Mitsubishi Lancer Evo VI;
- 2000: Henning Solberg et Runar Pedersen (Norvège), sur Ford Escort WRC;
- 1999: Henning Solberg et Runar Pedersen (Norvège), Subaru Impreza 555;
- 1998: Petter Solberg et Egil Solstad (Norvège), sur Toyota Celica GT-Four;
- 1997: Mats Jonsson et Johnny Johansson (Suède), sur Ford Escort RS Cosworth;
- 1996: Thomas Rådström et Lars Bäckman (Suède), sur Toyota Celica Turbo 4WD;
- 1995: Birger Gundersen et Petter Vegel (Norvège), sur Ford Escort RS Cosworth;
- 1994: Tomas Jansson et Ingemar Algerstedt (Suède), sur Toyota Celica Turbo 4WD;
- 1993: Mats Jonsson et Lars Bäckman (Suède), sur Toyota Celica GT-4;
- 1992: Kalle Grundel et Kenneth Björkman (Suède), sur Mazda 323 4WD;
- 1991: Kalle Grundel et Ulf T.G. Nordin (Suède), sur Mazda 323 4WD;
- 1990: Roar Vannebo (champion de Norvège en 1995) et Bent R. Jacobsen (Norvège), sur Mazda 323 4WD;
- 1989: Bror Danielsson et Ove Olofsson (Suède), sur Mazda 323 4WD;
- 1988: Per Engseth et Petter Møystad (Norvège), sur Mazda 323 4WD;
- 1987: Valter Christian Jensen et Håkon Stamnes (Norvège), sur Mazda 323 4WD;
- 1986: Valter Christian Jensen et Håkon Stamnes (Norvège), sur Audi Quattro;
- 1985: Rolf Ingar Schou et Erik Pedersen (Norvège), sur Ford Escort;
- 1984: Vidar S. Johansen et Jørn Hundsal (Norvège), sur Volkswagen Golf GTI;
- 1983: Valter Christian Jensen et Håkon Stamnes (Norvège), sur Ford Escort BDA;
- 1982: Stein Svendsen et Egil Nordlien (Norvège), sur Volvo 142 (1re édition)[4],[5]

(ou autre source en 1982: Jan Høybråten et Ingar Snare (Norvège) (1re édition).